# Aga Zaryan
Aga Zaryan (tên khai sinh: Agnieszka Skrzypek, sinh ngày 17 tháng 1 năm 1976) là một ca sĩ nhạc jazz người Ba Lan. Aga Zaryan là nghệ sĩ Ba Lan đầu tiên ký hợp đồng với Blue Note Records. Cô sở hữu nhiều album từng đạt chứng nhận vàng, bạch kim và đa bạch kim.

## Giải thưởng
- Nữ ca sĩ nhạc Jazz Ba Lan xuất sắc nhất, Cuộc thăm dò ý kiến độc giả của tạp chí Jazz Forum, 2008,[4] 2009,[5] 2010,[6] 2011,[7] 2012,[8] and 2013
- Top 50 Phụ nữ tiêu biểu nhất của thủ đô năm 2008, báo Życie Warszawy[9]

## Đĩa hát

### Album phòng thu
| Năm  | Chi tiết về album                                                                                 | Xếp hạng | Chứng nhận         |
| Năm  | Chi tiết về album                                                                                 | POL      | Chứng nhận         |
| ---- | ------------------------------------------------------------------------------------------------- | -------- | ------------------ |
| 2002 | My Lullaby - Phát hành: 27 tháng 11 năm 2002 - Hãng đĩa: NotTwo                                   | 24       | - POL: Vàng        |
| 2006 | Picking Up the Pieces - Phát hành: 25 tháng 2 năm 2006 - Hãng đĩa: Cosmopolis                     | 1        | - POL: 2x Bạch kim |
| 2007 | Umiera piękno - Phát hành: 17 tháng 7 năm 2007 - Hãng đĩa: Cosmopolis                             | 9        | - POL: Bạch kim    |
| 2010 | Looking Walking Being - Phát hành: 16 tháng 3 năm 2010 - Hãng đĩa: Blue Note                      | 4        | - POL: 2x Bạch kim |
| 2011 | A Book of Luminous Things - Phát hành: 14 tháng 6 năm 2011 - Hãng đĩa: EMI Music Poland/Blue Note | 8        | - POL: Bạch kim    |
| 2011 | Księga olśnień - Phát hành: 4 tháng 10 năm 2011 - Hãng đĩa: EMI Music Poland/Blue Note            | 24       | - POL: Vàng        |
| 2013 | Remembering Nina & Abbey - Phát hành: 12 tháng 11 năm 2013 - Hãng đĩa: Centrala/Parlophone        | 24       | - POL: Bạch kim    |
| 2018 | What Xmas Means To Me - Phát hành: 9 tháng 11 năm 2018 - Hãng đĩa: Centrala/Warner Music Poland   |          |                    |
| 2018 | High & Low - Phát hành: 16 tháng 11 năm 2018 - Hãng đĩa: Centrala/Warner Music Poland             |          |                    |

### Album trực tiếp
| Năm  | Chi tiết về album                                                                | Xếp hạng | Chứng nhận         |
| Năm  | Chi tiết về album                                                                | POL      | Chứng nhận         |
| ---- | -------------------------------------------------------------------------------- | -------- | ------------------ |
| 2002 | Live at Palladium - Phát hành: Tháng 11 năm 2008 - Hãng đĩa: - Định dạng: CD/DVD | 24       | - POL: 4x Bạch kim |